# Oviraptor
Oviraptor («Lladre d'ous») és un gènere de dinosaure teròpode estrany, que visqué a la darreria del període Cretaci, i que pertany a la família oviraptòrids. Els oviraptors tenien bec, protoplomes, llargues potes i un crani petit amb una cresta a la part superior. Podien arribar a mesurar 2 m de llargària, 1,5 d'alçada i a pesar 60 kg. Segons els últims estudis, tenia plomes al llom, a les extremitats superiors i a la cua. Les restes s'han trobat al desert de Gobi, Mongòlia.
Erròniament s'acusà aquest animal de robar i alimentar-se dels ous d'altres dinosaures com el protoceratop.